# Жјел Куртеј
Жјел Куртеј (фр. Giel-Courteilles) насеље је и општина у северној Француској у региону Доња Нормандија, у департману Орн која припада префектури Аржантан.
По подацима из 2011. године у општини је живело 469 становника, а густина насељености је износила 37,28 становника/km². Општина се простире на површини од 12,58 km². Налази се на средњој надморској висини од 245 метара (максималној 252 m, а минималној 124 m).

## Демографија
| 1962. | 1968. | 1975. | 1982. | 1990. | 1999. | 2011. |
| ----- | ----- | ----- | ----- | ----- | ----- | ----- |
| 384   | 408   | 323   | 299   | 321   | 348   | 469   |

График промене броја становника у току последњих година